# Minhocuçu
O minhocuçu (nome científico: Rhinodrilus alatus) é um grande oligoqueto (minhoca) que pode chegar a mais de 60 cm de comprimento e diâmetro de até 1,5 cm.
Apesar do tamanho, fica bem próxima da superfície, logo abaixo das raízes das gramíneas. É importante para o solo porque produz grande volume de húmus. Geralmente preta, mas às vezes pode ficar um pouco vermelha.
As características de vida deste anelídeo estão intimamente ligadas às épocas do ano. A partir de março, estes animais entram em estado de hibernação em uma cavidade 20 a 40 cm abaixo da superfície do solo, popularmente conhecida como "panela". Esta época é a principal para captura dos animais. As pessoas que realizam esta captura utilizam pequenas enxadas e exadões. São chamados de "minhoqueiros". É a época mais dificil para a captura. Os minhocuçus são muito utilizados para a pesca, sendo reconhecida como a melhor isca para o surubim. A região de Caetanópolis e Paraopeba, localizada a 100Km da capital mineira, Belo Horizonte, é o polo de existência destes animais, que estão ameaçados de extinção pela alta procura para pescarias.

## Etimologia
"Minhocuçu" é uma junção de "minhoca" com o aumentativo tupi usu, significando, portanto, "minhocão".